# ميخائيل مارشال سميث
ميخائيل مارشال سميث (بالإنجليزية: Michael Marshall Smith)‏ هو كاتب وكاتب سيناريو بريطاني، ولد في 3 مايو 1965 في Knutsford ‏ في المملكة المتحدة.

## وصلات خارجية
- الموقع الرسمي
- مايكل سميث على موقع IMDb (الإنجليزية)
- مايكل سميث على موقع قاعدة بيانات الفيلم (الإنجليزية)